# East African Portland Cement Company
East African Portland Cement Company (EAPCC) – kenijskie przedsiębiorstwo przemysłowe specjalizujące się w produkcji cementu z główną kwaterą w Athi River.
Spółka została założona przez brytyjskie przedsiębiorstwo Blue Circle, głównie w celu importowania cementu z Anglii do Brytyjskiej Afryki Wschodniej. W 1933 roku w Nairobi uruchomiono pierwszą instalację mielenia klinkieru (sprowadzanego głównie z Indii). Zdolności produkcyjne zakładu wynosiły wówczas 60 tys. ton rocznie. W 1956 roku rozpoczęto budowę nowej cementowni w Athi River, po jej uruchomieniu całkowite moce produkcyjne EAPCC podwoiły się, a po kolejnych rozbudowach i modernizacjach, osiągnęły 1,3 mln ton w 2009 roku.
Akcje spółki notowane są na Nairobi Securities Exchange. 41% akcji należy do spółek powiązanych z koncernem Lafarge, 27% należy do rządowej agencji National Social Security Fund, a 25% bezpośrednio do rządu Kenii.
EAPCC jest drugim, po Bamburi Cement, producentem cementu w Kenii. Ponieważ obydwa przedsiębiorstwa są kontrolowane przez Lafarge, rząd Tanzanii, złożył do kenijskiego urzędu ochrony konkurencji (CAK – Competition Authority of Kenya) skargę, w której zarzucił francuskiemu koncernowi wykorzystanie pozycji dominującej i celowe osłabianie EAPCC, aby wzmocnić Bamburi Cement.

## Źródła
- Our History. East African Portland Cement Company. [dostęp 2019-04-14]. [zarchiwizowane z tego adresu (2018-06-15)]. (ang.).